# 台湾孢堆黑粉菌
台湾孢堆黑粉菌（学名：Sporisorium formosanum）是属于黑粉菌目黑粉菌科孢堆黑粉菌属的一种真菌，寄生在禾本科植物上。该种分布于中国大陆、台湾、日本、印度尼西亚、印度、斯里兰卡、西班牙、摩洛哥等地。